# 侯位
侯位（1467年—？），字世卿，湖廣平溪衛人，官籍，明朝政治人物。官至應天巡撫都御史。

## 生平
弘治八年（1495年）乙卯科湖廣鄉試第四十二名，正德六年（1511年），登辛未科會試第一百七十名，廷試第三甲第一百六十三名進士。初授丘縣知縣，調無錫縣知縣，升兵部主事、员外郎，出为山東布政司右參議，嘉靖六年（1527年）二月升福建右參政，九年六月升四川右布政使，轉左布政使，十二年四月升南京光禄寺卿，六月升都察院右副都御史、总理粮储兼巡抚应天等府地方，十四年十月以母夏氏年百岁，乞归侍养，世宗不允，诏有司存问其母，仍赐米三石、绢二疋。十五年丁母憂，十六年春因前任巡抚時擅用大工银数万赈给，为巡按御史游居敬参劾，坐违制欺罔，令巡按御史逮京究问，七月下南京刑部狱听勘。

## 家族
曾祖父侯輔，曾任正千戶；祖父侯□，曾任正千戶；父親侯□，曾任指揮使。前母毛氏；母夏氏。慈侍下。兄侯爵（指挥使）；侯禄（监生）；弟侯勳。